# Samsung Galaxy Buds

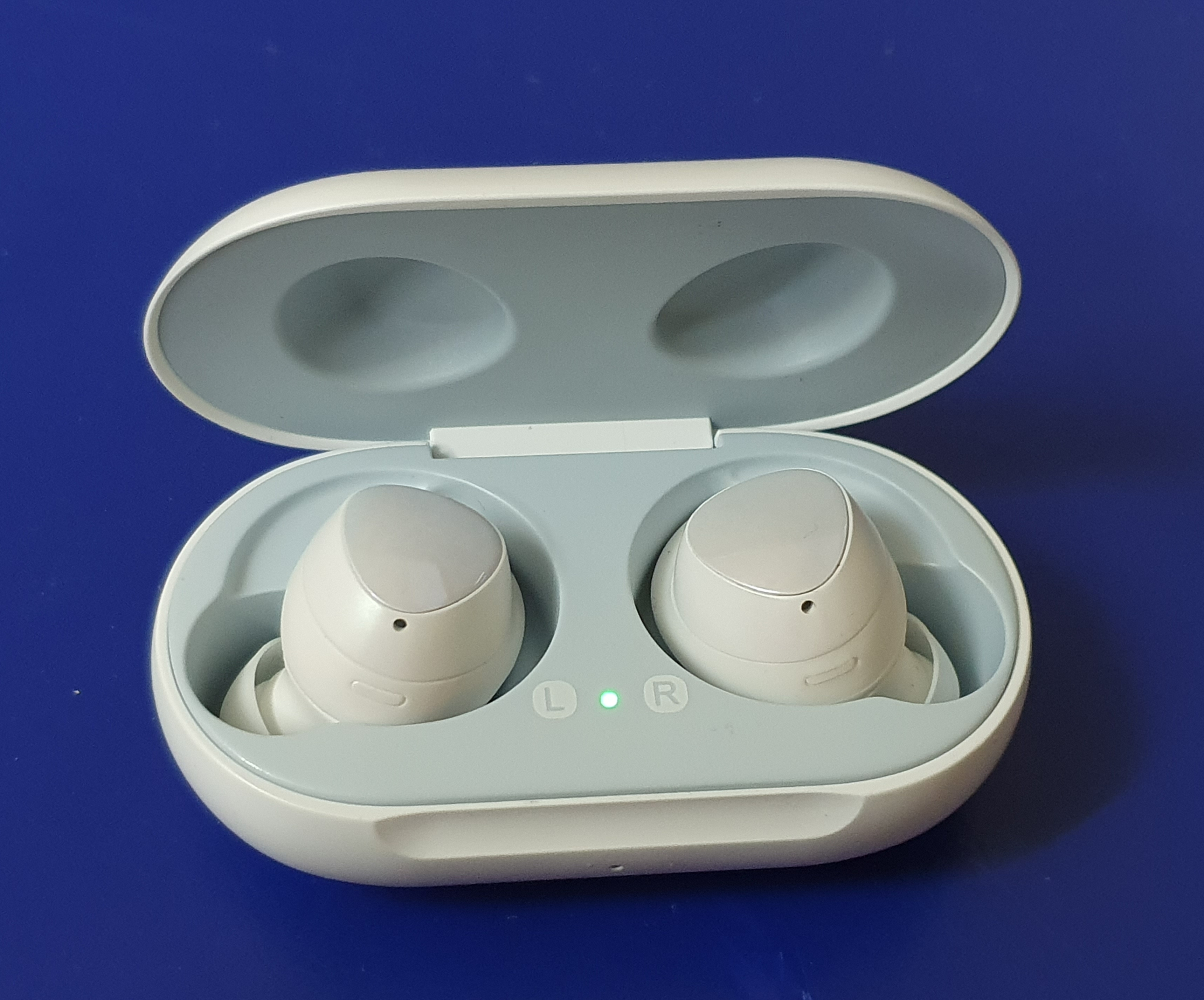
Samsung Galaxy Buds

Bei den Samsung Galaxy Buds handelt es sich um 2018 auf den Markt gebrachte, kabellose Kopfhörer von Samsung.

## Technik
In den Ohrhörern befindet sich je ein Lithium-Ionen Akku mit einer Kapazität von 58 mAh bei 3,7 V. Außerdem gibt es auf jeder Seite zwei Mikrofone, eines innen und eines außen. Die neueste unterstützte Bluetoothversion ist Bluetooth 5.0, zur Tonübertragung stehen die Codecs SBC, AAC und Samsung Scalable zur Verfügung. Eine aktive Geräuschunterdrückung (Active Noise Canceling) findet man bei den Samsung Galaxy Buds nicht.
Zur Steuerung der Musikwiedergabe ist auf der Außenseite der Kopfhörer ein Touchpad angebracht. Durch einfaches Antippen kann die Musikwiedergabe pausiert werden, durch doppeltes kann ein Titel übersprungen und durch dreifaches zum vorherigen zurückgekehrt werden. Es gibt auch eine programmierbare Funktion, die durch Tippen und Halten aktiviert wird, auf diese Weise kann beispielsweise ein Anruf abgelehnt werden.

## Case
Im Ladecase gibt es einen zusätzlichen Lithium-Ionen Akku mit einer Kapazität von 252 mAh. Das Gehäuse kann entweder über USB-C oder kabellos über Qi geladen werden. Die Ear Buds können im Case in nur drei Minuten für bis zu einer Stunde Nutzungszeit geladen werden. Insgesamt sind rund elf Stunden Nutzung beim Laden mit dem Ladecase möglich.